# Джемилев, Решат
Решат Джемилев (крымскотат. Reşat Cemilev, 1 мая 1931, Генеральское — 22 марта 2002, Симферополь) — крымскотатарский общественный активист, один из лидеров национального движения крымских татар.

## Биография
Решат Джемилев родился в селе Улу-Узень, ныне — Генеральское (Крым) — в крестьянской семье Гафара Хаджи-Джелиль оглы и Афизе Софу-Джемиль кызы. У Решата было два старших брата: Амет и Талят. После депортации крымских татар советской властью в мае 1944 года семья Джемилева оказалась в посёлке Вревский (современный Алмазар), Ташкентская область. В 1952 году поступил в Самаркандский гидромелиоративный техникум. После окончания учебного заведения работал в Бекабадском строительном управлении № 10.
В 1956—1957 годах Джемилев сблизился с Джеппаром Акимовым, участвовал в различных инициативах национального движения, в частности в сборе подписей под народным обращением в ЦК КПСС. С 1965 года — активный участник национального движения. В июне 1966 года был направлен в Москву как народный представитель, встречался со многими выдающимися деятелями страны, участвовал в приемах в государственных и партийных органах СССР. Решат Джемилев был одним из организаторов митинга в Ташкенте 27 августа 1967 года, который разогнала милиция. На 2 сентября была запланирована акция протеста под зданием ЦК Компартии Узбекистана, однако митингующих арестовывали ещё на подходах к месту назначения. За попытку организации акции протеста Решат Джемилев был приговорён к одному году исправительных работ.
Весной 1968 года Джемилев совершил неудачную попытку вернуться в Крым. Тогда же познакомился с правозащитниками Петром Григоренко, Павлом Литвиновым и Петром Якиром. В августе 1968 года был наблюдателем «демонстрации семерых» на Красной площади, которую устроили правозащитники, протестуя против ввода войск в Чехословакию. В декабре того же года подписал обращение к депутатам Верховного Совета СССР в защиту осуждённых митингующих. Был принят в Хельсинкскую правозащитную группу.
В 1969 году вместе с семьёй переехал в посёлок Нижнебаканский, Краснодарский край. Принимал участие в демонстрации на площади Маяковского в Москве, за что был задержан и выслан по месту жительства. 15 июня был арестован на 15 суток, после чего скрывался с семьёй в Дагестане.
В мае 1970 года вернулся в УзССР. Долгое время не мог найти работу из-за «неблагонадёжности», однако при содействии секретаря райкома Сеита Таирова устроился строителем в посёлке Аккурган под Ташкентом. В феврале 1971 года его дом был разрушен по приказу местных властей.
12 июля 1972 года во время обыска у Решата Джемилева были изъяты документы национального движения, а в октябре того же года он был арестован и приговорён к трём годам лишения свободы. Отбывал наказание в колонии в Красноярском крае. Был освобождён 11 октября 1975 года, после чего сразу же отправился в Москву для организации кампании в защиту Мустафы Джемилева. Вместе с Андреем Сахаровым и Петром Григоренко пытался привлечь внимание к делу международных правозащитных организаций и ООН, собирал подписи в защиту Мустафы Джемилева в Херсонской области, Крыму и на Кубани. В 1976 году собрал средства для семьи Мустафы Джемилева, чтобы те могли присутствовать на судебном заседании в Омске.
Чтобы избежать преследований, в 1977 году откликнулся на предложение двоюродного брата и подал документы на выезд в США, однако получил отказ. В 1978—1979 годах неоднократно обращался в письменной форме к мировому сообществу относительно акта самосожжения крымскотатарского активиста Мусы Мамута при защите интересов Мустафы Джемилева. В частности, писал письма королю Саудовской Аравии Халиду ибн Абдул-Азиз Аль Сауду и боксёру Мохаммеду Али.
В апреле 1979 года, после очередного обыска, был арестован в четвёртый раз. В декабре того же года был приговорён Ташкентским городским судом к трём годам лишения свободы. Отбывал наказание в колонии в Норильске, неоднократно попадал в штрафной изолятор. Освобождён 3 апреля 1982 года.
В течение 1983—1986 годов помогал Мустафе Джемилеву: сначала собирал подписи с требованием его освобождения после очередного ареста, а впоследствии — организовал кампанию с участием представителей крымскотатарской диаспоры в США для предотвращения продлении срока его заключения. Принимал участие в организации Всесоюзных встреч членов инициативных групп в Ташкенте, входил в состав крымскотатарской делегации, побывавшей на приёме в Кремле. В августе 1987 года в городах и районах компактного проживания крымских татар милиции были предоставлены «дополнительные полномочия для наведения порядка». В узбекских городах Ташкенте, Бекабаде, Сырдарье и Янгиюле в райкомы вызывали крымских татар — членов КПСС, от которых требовали подписания заявлений об осуждении действий «экстремистов» — среди них Сабрие Сеутова, Решат Джемилев, Фуат Аблямитов, Эскендер Фазылов и другие.
В 1989 году впервые в жизни выехал за границу, приняв участие во Всемирной конференции по проблемам мусульманства, состоявшейся в Нью-Йорке.
Вернулся в Крым в начале 1990-х и стал одним из основателей Меджлиса и Курултая крымскотатарского народа. Впрочем, в дальнейшем взгляды Решата Джемилева с руководством Меджлиса, в частности с Мустафой Джемилевым, разошлись и он стал активным критиком его действий.
Умер 22 марта 2002 года в Симферополе. Похоронен на кладбище села Доброе (Крым).
После смерти Джемилева о его борьбе за национальные интересы крымских татар был снят документальный фильм, а в Симферополе устраивались вечера памяти борца за свободу крымскотатарского народа.
В 2019 году посмертно награждён знаком «За заслуги перед крымскотатарским народом».